# گلوتن

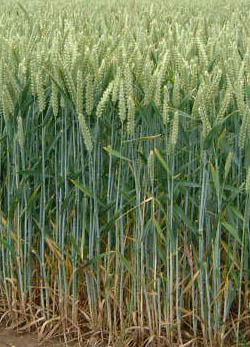
گندم اولین منبع گلوتن است

گلوتن پروتئینی است که در گندم، جو و چاودار یافت می‌شود. این ماده باعث کش آمدن خمیر و ترد شدن بافت فراورده نهایی می‌گردد.
ریشه کلمه گلوتن کلمه لاتین «گلوتن» به معنای «چسب» است. گلوتن ترکیبی پروتئینی است که از غذاهای فرآوری شده از گندم و سایر غلات مرتبط به آن از جمله چاودار و جو به‌دست می‌آید. 
گلوتن ترکیبی از دو گلیکوپروتئین گلیادین (gliadin) و گلوتنین (glutenin) است که متصل با نشاسته در اندوسپرم (بافت تغذیه‌ای اطراف جوانه) بسیاری از غلات علوفه‌ای حضور دارند. گلیادین (از پروتئین‌های پرولامینی (prolamins) است.) و گلوتلین حدود ۸۰٪ محتوای پروتئینی دانه گندم را تشکیل می‌دهند. گلیادین محلول در الکل است و گلوتنین فقط در باز و اسیدهای رقیق محلول می‌باشد. چون ایندو ترکیب در آب غیرمحلول می‌باشند می‌توان با شستن نشاسته‌ای که به آن‌ها متصل می‌باشد، خالص‌سازی را انجام داد.
در نقاط مختلف جهان گلوتن به عنوان یک منبع پروتئینی هم در غذاهایی که به‌طور مستقیم از منابع حاوی آن تهیه می‌شود و هم به عنوان افزودنی به غذاهایی کم پروتئین، در نظر گرفته می‌شود.
در اندوسپرم موجود در دانه اغلب گیاهان گلدار، پروتئین ذخیره شده‌است تا به هنگام رویش به مصرف جوانه برسد. گلوتن حقیقی که حاوی گلیادین و گلوتنین است محدود به گیاهان خانواده چمنیان (grass) می‌باشد. پروتئین ذخیره شده دردانه برنج و ذرت نیز گاهی گلوتن نامیده می‌شوند ولی ترکیب پروتئین آن‌ها متفاوت از گلوتن حقیقی است.

## استخراج
ورز دادن آب و آرد موجب استخراج گلوتن و جایگیری آن در محیط کشسان به نام خمیر می‌شود و بدین ترتیب نشاسته نیز شسته و جدا می‌شود. گرانول‌های نشاسته در آب سرد پخش شده و نهایتاً ته‌نشین و خشک می‌شوند. اگر از سالین به جای آب استفاده شود پروتئین خالص تری به‌دست می‌آید چراکه برخی ناخالصی‌های بی‌ضرر همراه با نشاسته داخل محلول می‌مانند. اگر تولید نشاسته مد نظر باشد استفاده از آب سرد مطلوب است چراکه ناخالصی‌ها همراه با گلوتن خواهند بود. برای استخراج گلوتن در خانه یا رستوران یک گلوله خمیر آنقدر زیر جریان آب سرد ورز داده می‌شود تا نشاسته موجود در آن خارج و شسته شود. در صنعت، دوغابی از آرد گندم به شدت توسط ماشین ورز داده می‌شود تا گلوتن در داخل توده خمیر شکل بگیرد. این توده گلوتن توسط نیروی گریز از مرکز جمع‌آوری شده و پس از طی مراحلی تحت فشار قرار گرفته و گلوتن مرطوب۶۵٪ آب خود را از دست می‌دهد و آنچه که باقی‌مانده از طریق یک نازل درون اتاقک خشک کن اسپری می‌شود و در اینجا مدت کوتاهی در معرض دمای بالا قرار می‌گیرد تا بدون تغییر ساختمان شیمیایی گلوتن، آب آن بخار شود. محصول به‌دست آمده پودری آردی شکل با ۷٪رطوبت می‌باشد که در مجاورت هوا خشک شده و از سیستم پنوماتیک به محل جمع‌آوری انتقال می‌یابد. در مرحله آخر پودر مذکور آسیاب و الک می‌گردد تا محصولی یکنواخت به‌دست آید.

## موارد استفاده

### پخت نان
گلوتن زمانی تشکیل می‌شود که مولکول‌های گلوتنین با تشکیل اتصالات متقاطع یک شبکه تحت میکروسکوپی را تشکیل داده و به گلیادین متصل شوند و اینکار باعث قوام (چسبندگی) و قابلیت اتساع (پف کردن) مخلوط مذکور می‌شود. در صورت تخمیر خمیر توسط مخمرها حبابهای دی‌اکسید کربن تولید می‌شود که در بین شبکه گلوتن گیر افتاده و باعث پف کردن خمیر می‌شوند. پختن خمیر باعث منعقد شدن گلوتن می‌شود و بدین ترتیب گلوتن به‌همراه نشاسته موجب تثبیت شکل نهایی محصول می‌شوند. محتوای گلوتن نان احتمالاً به‌علت جذب آب در روند آب‌گیری، به عنوان یکی از عوامل بیات شدن نان مورد توجه می‌باشد.
وجود گلوتن بر نرمی و کش آمدن بافت محصول نهایی تأثیر دارد. قابلیت کش آمدن گلوتن به نسبت میزان گلوتنین آن است که با وزن مولکولی کم به صورت شبکه‌ای با غالبیت اتم‌های گوگرد می‌باشد که نقش اتصالات متقاطع درون شبکه را به عهده دارند. تصفیه بیشتر گلوتن موجب تولید محصولات جویدنی‌تر نظیر پیتزا می‌شود درحالی‌که تصفیه کمتر آن محصولات pastry (شیرینی) با قوام بیشتر برش راحت‌تر را به‌دست می‌دهد.
معمولاً آرد نانوایی گلوتن بالایی دارد و آرد شیرینی پزی گلوتن پایین‌تری دارد. ورز دادن خمیر موجب تسهیل تشکیل رشته‌های گلوتن و اتصالات جانبی آن می‌شود و محصول پخته شده بسته به مدت زمان ورز دادن خمیر، تردتر خواهد بود. هر چه رطوبت خمیر بیشتر باشد، گلوتن بهتر شکل خواهد گرفت و خمیرهای بسیار مرطوب بدون نیاز به ورز دادن مدت زیادی پف کرده باقی می‌مانند. روغن شورتنینگ از تشکیل اتصالات جانبی گلوتن جلوگیری می‌کند و افزودن کمی آب و ورز دادن کمتر محصول نهایی را ترد و خشک خواهد کرد.
میزان قدرت و کش آمدن گلوتن در صنعت به وسیلهٔ دستگاهی به نام فارینوگراف (Farinograph) تعیین می‌شود. بدینوسیله کیفیت انواع مختلف آرد تعیین شده و برای استفاده در پخت انواع محصولات شیرینی مورد استفاده قرار می‌گیرند.
گلوتن اگر به صورت خشک و آسیاب شده به خمیر افزوده شود موجب پف کردن آن شده و تردی و استحکام ساختمانی نان را افزایش خواهد داد. خمیری که به آن گلوتن اضافه شده باید به خوبی ورز داده شود تا به حداکثر اندازه خود پف کند. در صنعت برای اینکار ماشین‌های همزن وجود دارد. در محصولاتی که پروتئین کمی دارند گلوتن نقش مکمل پروتئینی را نیز بازی می‌کند.

### محصولات شبه گوشت
گلوتن به‌خصوص گلوتن گندم زمانی که در آبگوشت پخته شود مقداری از آب و مزه آن را بخود گرفته و بافت سفتی پیدا می‌کند و از اینرو در تولید محصولات شبه گوشت مرغ، اردک، خوک، ماهی و گوساله کاربرد دارد.

### سایر مصارف
از گلوتن به عنوان تثبیت‌کننده در ساخت بستنی و سس کچاپ استفاده می‌نمایند. در صورت عدم استفاده از گلوتن باید برچسب «عاری از گلوتن» روی این محصولات نصب شود. به‌علاوه از گلوتن ممکن است در ساخت آبجو و سس سویا نیز استفاده گردد.
عدم اطلاع از وجود گلوتن ممکن است مشکلاتی برای افراد مبتلا به بیماری سلیاک ایجاد نماید هر چند از نظر سازمان FDA ایالات متحده، گلوتن در دسته مواد «معمولاً بی‌ضرر» طبقه‌بندی شده‌است.
همچنین در بهبود کیفیت غذای حیوانات خانگی نیز از گلوتن استفاده می‌شود.

## عوارض جانبی
بین ۰٫۷ تا ۱ درصد مردم جهان به علت ابتلا به بیماری سلیاک به گلوتن حساسیت دارند. بیماری سلیاک عبارت از نوعی واکنش ایمنی غیرطبیعی به گلیادین نسبتاً هضم شده می‌باشد. این بیماری به میزان شدت‌های مختلفی در تمام مصرف‌کنندگان گندم در جهان رخ می‌دهد. مصرف و استنشاق گلوتن نیز موجب برخی واکنش‌های آلرژیک و آسیب‌های عصبی می‌گردد.
در انسان‌ها حساسیت به گلوتن زیاد دیده شده‌است.